# Ethiolimnia lindneri
Ethiolimnia lindneri är en tvåvingeart som beskrevs av Verbeke 1962. Ethiolimnia lindneri ingår i släktet Ethiolimnia och familjen kärrflugor. Inga underarter finns listade i Catalogue of Life.